# Herbert Lindlar
Herbert Lindlar, auch Herbert Lindlar-Wilson (* 15. März 1909 in Sheffield; † 27. Juni 2009), war ein britisch-schweizerischer Chemiker. Bekannt wurde er insbesondere durch den von ihm entwickelten Katalysator für Hydrierungen, der als Lindlar-Katalysator seinen Namen trägt. Lindlar war ein Enkel von Johann Wilhelm Lindlar.

## Biografie
Lindlar kam mit seiner Familie 1919 in die Schweiz. Er studierte Chemie an der ETH Zürich und der Universität Bern und wurde 1939 mit einer Arbeit „Über das Verhalten der Dicarbonsäuren bei der Ureidbildung“ promoviert. Er trat dann in das Pharmaunternehmen Hoffmann-La Roche ein, für das er, mit Ausnahme eines vierjährigen Unterbruchs, bis zum Ruhestand 1974 tätig war. Während dieser vier Jahre war Lindlar in Zürich und Basel als englischer Vizekonsul tätig. 

## Schriften (Auswahl)
- Über das Verhalten der Dicarbonsäuren bei der Ureidbildung. Zürich 1939, DNB 570539889 (Dissertation, Universität Bern).